# Nachtwacht Award
De Nachtwacht Award is een Nederlandse radioprijs die jaarlijks wordt uitgereikt aan radiomakers die ’s nachts bijzondere bijdragen leveren aan de radio. De prijs wordt georganiseerd door vakmediaplatform Spreekbuis.nl en is bedoeld voor presentatoren en dj’s die programma’s maken voor nachtbrakers, nachtwakers en nachtwerkers.

## Geschiedenis
De prijs is vernoemd naar het TROS-nachtprogramma Nachtwacht, dat tot 1995 te horen was op Radio 1, Radio 2 en 3FM. Dit programma werd gepresenteerd door onder anderen Tom Mulder, Ferry Maat, Ad Roland, Rob van Someren en Ron Brandsteder. Met de naam van de award wordt een eerbetoon gebracht aan dit iconische programma en tegelijkertijd aandacht gevraagd voor het belang van nachtradio — een vaak onderbelicht maar waardevol radiogenre.
Tijdens de stemperiode van de Nachtwacht Award worden diverse nachtelijke radiomakers geïnterviewd over hun werk en hun band met de nacht.

## Doelstelling
De Nachtwacht Award is in het leven geroepen om de creatieve en verbindende kracht van nachtradio onder de aandacht te brengen. Nachtradio vervult een belangrijke rol voor luisteraars die werken, waken of simpelweg wakker liggen tijdens de nachtelijke uren.

## Jury
De jury bestaat uit een wisselend aantal mediaprofessionals, waaronder:
- Patrick Kicken
- Richard Otto
- Jan Willem Engel
- Astrid de Jong
- Eline Maarse
- Bert Kranenbarg

## Winnaars
| Jaar | Winnaar                              |
| ---- | ------------------------------------ |
| 2019 | Onze Man in Deventer (Özcan Akyol)   |
| 2020 | Martijn Kolkman (Martijn Kolkman)    |
| 2021 | Nachtzuster (Astrid de Jong)         |
| 2022 | Onze Man uit Deventer (Özcan Akyol)  |
| 2023 | Zwarte Prietpraat (Prem Radhakishun) |
| 2024 | Nachtwacht (Eddy Keur)               |
| 2025 | Mischa (Mischa Blok)                 |